# Escultura de la Virgen María (Zaidín)
La escultura Virgen María originaria de Zaidín (Huesca, España) data de la segunda mitad del siglo XIV y está realizada en piedra policromada. Fue cedida al Museo Diocesano de Lérida en 1897 por el párroco de la localidad. Sus características formales, así como su iconografía, sugieren que se trata de una obra perteneciente al taller de Bartomeu de Robió, ya que presenta rasgos característicos de la llamada Escuela de Lérida. La obra se conserva manteniendo su función litúrgica en la iglesia de San Lorenzo de Lérida.

## Historia
La Virgen María de Zaidín es una de las obras más representativas de la colección de escultura gótica del museo de Lérida. Ingresó en el museo en el año 1897 a través de una adquisición de obras del obispo José Meseguer y Costa al párroco de Zaidín, Josep Roger. El obispo pagó 3000 reales por el lote de objetos y una parte de este dinero se destinó a la restauración del campanario de la parroquia. La obra permaneció en el fondo del antiguo museo diocesano hasta el año 1940, cuando fue depositada en la iglesia de San Lorenzo en Lérida con la intención de devolver al templo parte del esplendor perdido como consecuencia de la Guerra Civil Española. Desde entonces la escultura ha conseguido la devoción de los fieles en una de las capillas laterales del a parroquia leridana.

## Descripción
Se trata de una talla de piedra policromada mostrando a la Virgen con el Niño sobre el brazo izquierdo. La Virgen está representada en contrapposto, mientras que el Niño lo está de manera frontal. La Virgen lleva una corona de flor de lis y viste un manto blanco con hojas doradas que le cubre la cabeza que deja ver parte de la túnica verde y con cenefa dorada.
Muestra características habituales de los modelos marianos de la Escuela de Lérida de escultura del siglo XIV. María luce un mantel blanco decorado con motivos vegetales dorados, ceñido a la cabeza con una corona flordelisada. Por debajo porta una túnica verde rematada con un cuello redondo. Con la mano derecha sostiene un ramo floral, producto de la restauración de 1986, reproduciendo al original seguramente desaparecido durante la Guerra Civil.
La figura muestra un ligero contrapposto habitual en las imágenes marianas del momento, un aspecto que patentiza un marcado ascendente francés. Destaca también el trato de los pliegues, que evidencia la gran destreza del escultor, con una sugerente combinación de pliegues verticales con otros curvilíneos o formando angulaciones.
Jesús lleva una túnica de color anaranjado y se muestra juguetón con el pajarito que le pica los dedos, otro rasgo inconográfico que se encuentra en diferentes imágenes marianas de la producción leridana trescentista. Presenta un delicado rostro y un peculiar trato del cabello, dorados con pan de oro, destacando los dos rizos que le caen por delante. La obra destaca por la harmonía de sus proporciones, la calidad de su ejecución y el buen estado de conservación de la policromía, lo que la convierten en una de las producciones más relevantes de la Escuela de Lérida de escultura del siglo XIV.
Esta escuela surge de la figura de Bartomeu de Robió, el autro del retablo mayor de la Seo Vieja de Lérida, cuyo estilo se perpetuó por diversos miembros de su taller y por otros escultores activos en las tierras de Lérida en el último tercio del siglo XIV. Robió popularizó una forma muy peculiar de hacer escultura, con unos trazos muy específicos que se repiten en todas las obras adscritas a la escuela. Además de contribuir a la difusión de un tipo de retablo con una estructura arquitectónica muy marcada, también lo hizo a la de un tipo mariano muy definido que se halla en la desaparecida imagen del santuario de Salgar y también en la Virgen María de Bellpuis de les Avellanes, depositada por la Generalidad de Cataluña en el museo de Lérida., obras que cabe relacionar con Robió y su taller. En cuanto a los trabajos de otros escultores de la escuela, cabe citar una Virgen y el Niño de la antigua colección de Gaspar Homar, hoy en día también custodiada en el mismo museo; la del retablo de la cripta de Colegiata de San Pedro de Ager, en el Museo Nacional de Arte de Cataluña; y la desaparecida del retablo de Albesa.

## Estado de conservación y restauraciones
Tanto la escultura como la policromía se conservan en buen estado, y en una restauración llevada a cabo en 1986 en el CRBMC se limpió a fondo y se le arregló la mano derecha. El 7 de febrero de 2013 la obra fue trasladada de nuevo al CRBMC para una nueva operación de limpieza, más superficial esta vez.